# Union sportive de Gorée
L'Union sportive de Gorée est un club omnisports sénégalais basé à Dakar.

## Basket-ball
L'équipe masculine de basket-ball remporte le Championnat du Sénégal à six reprises, en 1971, 1985, 1989, 1991, 2000 et 2003.

## Handball
Les handballeuses de l'US Gorée sont championnes du Sénégal en 1984.
Les handballeurs sont finalistes de la Coupe du Sénégal en 2021.